# Simon Scuddamore
Simon Scuddamore (* 15. April 1956 in Westminster, London, England; † 21. November 1984 in London) war ein britischer Schauspieler.

## Leben
Der Sohn von James und Pauline Scuddamore wuchs bei seinen Eltern und den beiden Brüdern Nick und Matthew in London auf. Anfang der 1980er Jahre begann Scuddamore als Betreuer an einer Schule für benachteiligte Kinder zu arbeiten.

### Schauspielkarriere
1984 wurde er für den britischen Horror-Slasher-Kultfilm "Slaughter High" gecastet, in dem er den Nerd Marty Rantzen spielte. Scuddamore drehte aufgrund seiner Tätigkeit an der Schule für benachteiligte Kinder nur an den Wochenenden. Durch diese authentische Rolle bekam er mit dem Film Kultstatus. Die Filmpremiere im Jahre 1986 erlebte er durch seinen Suizid nicht mehr.

### Tod
Am 21. November 1984 beging Scuddamore durch eine vorsätzliche herbeigeführte Heroin-Überdosis Selbstmord. Er starb also im Alter von nur 28 Jahren in London.